# نیروهای مسلح کامرون
نیروهای مسلح کامرون (فرانسوی: Forces armées camerounaises (FAC)‎) مجموعه نیروهای مسلح کامرون است، که در سال ۱۹۶۰ تأسیس شد و از ارتش کامرون، نیروی هوایی کامرون و نیروی دریایی کامرون، سپاه آتش‌نشانی و ژاندارمری کامرون تشکیل می‌شود.